# Рибін Максим В'ячеславович
Максим В'ячеславович Рибін (рос. Максим Вячеславович Рыбин; 15 червня 1981, м. Москва, СРСР) — російський хокеїст, лівий нападник. Виступає за СКА (Санкт-Петербург) у Континентальній хокейній лізі.  

## Ігрова кар'єра
Вихованець хокейної школи «Спартак» (Москва). Виступав за «Спартак» (Москва), «Сарнія Стінг» (ОХЛ), «Салават Юлаєв» (Уфа), «Сєвєрсталь» (Череповець), «Авангард» (Омськ), «Металург» (Новокузнецьк).
У складі національної збірної Росії учасник EHT 2009, 2010, 2011 і 2012. У складі юніорської збірної Росії учасник чемпіонату світу 1999.

## Досягнення
- Володар Кубка Шпенглера (2010).